# マックス・フォン・ペッテンコーファー
マックス・ヨーゼフ・フォン・ペッテンコーファー（Max Josef von Pettenkofer、1818年12月3日 - 1901年2月10日）は、ドイツ（バイエルン王国）の衛生学者、化学者。姓はペッテンコーフェルとも表記される。化学的手法を用いて衛生学の発展に寄与し、ミュンヘン大学にドイツ初の衛生学講座を設立してその教授を務めた。「近代衛生学の父」「環境医学の父」「実験衛生学の父」とも呼ばれる。特に生活環境と病気発生との関係を重視して下水道整備の重要性を説き、下水道の普及と衛生行政の発展に多大な功績を収めた。一方、病気の発生理論に関わる見解の違いから、ロベルト・コッホらと論争を行い、コレラの病因論争において、コレラ菌を自ら飲んだエピソードでも知られる。緒方正規、森林太郎（森鷗外）のドイツ留学時代の恩師であり、彼が祖となったドイツ式の近代衛生学が日本の衛生学に与えた影響も大きい。なお、鴎外の孫の名前である真樟（まくす）は、ペッテンコーファーの名前から名付けられた。

## 生涯

### 幼少期〜初期の研究
ペッテンコーファーは、1818年にバイエルン王国（現：ドイツ連邦共和国バイエルン州）のドナウ流域リヒテンハイムの貧しい農家の第五子として生まれた。8歳のときに、ミュンヘンの王立施設で主任薬剤師として成功していた叔父に預けられ、その庇護の下西洋文化と思想についての十分な教育を受けた。優れた成績で、彼の教師から言語学研究に進むことを嘱望されながらも、後継者を求めていた叔父の望みに応えるべく薬剤師としての道を選んだ。
1837年から1843年にかけて、途中で俳優を志して一旦中断したものの、ペッテンコーファーは薬学を修め1843年に薬剤師免許を取得した。1839年と1841年には薬学に加えて、医学生としてもミュンヘン大学に学生登録した。この頃すでに医化学研究者としての卓越した才能を見せ、1842年には従来よりも簡便かつ高感度な新しいヒ素の検出法を開発して学会から賞賛された。1843年3月には薬剤師免許を、また同年6月には、当時ミュンヘンで蛇毒やコレラの治療に有効とされて用いられていた中南米産の薬用植物、ミカニア (Mikania guaco) の薬理作用に関する論文で、医学博士号を取得した。医学と化学の両方に精通したペッテンコーファーは、1844年、ヴュルツブルク大学のヨーゼフ・シェーラーと、ギーセン大学のユストゥス・フォン・リービッヒから奨学金を得て、彼らの下で医化学研究に従事した。この期間に彼は胆汁やクレアチニンなどの生体物質を検出するための重要な化学反応を発見し、生理学の分野で多大な貢献を果たした。
ミュンヘン大学ではペッテンコーファーを呼び戻すために、医化学講座を新設してその長に就任させる計画が持ち上がったが、政府が資金難を理由に新講座の設立を許可しなかったため、計画は頓挫した。このために大学での職が得られなかったペッテンコーファーは1845年にミュンヘンに戻り、王立造幣局に就職した。ここでも彼は直ちにその才能を発揮した。当時の造幣職人たちは、古い硬貨を融かして再び鋳造するとき、再生分離した金に銀が不純物として混入し、純度が落ちてしまうことに頭を悩ませていた。ペッテンコーファーはその原因が元の金に含まれていた白金によることを見抜き、同時に高純度の金、銀、白金をそれぞれ再生可能な分離法を考案した。師のリービッヒにも「エレガントな方法」と絶賛されたこの功績に対して、政府はペッテンコーファーを由緒あるバイエルン科学アカデミーに加え（1846年に準会員、1856年に正会員）、さらに1847年にはミュンヘン大学医学部の病理化学講座の助教授として大学研究者としての職を与えた。また1849年にはバイエルン内政府の医療顧問になり行政における発言権を獲得、1850年には宮廷薬剤師としての地位に就き、1853年、35歳のときにミュンヘン大学医学部の有機化学講座の正教授に着任した。

### ミュンヘン大学時代
ミュンヘン大学では主としてヒトの代謝と栄養に関する研究を行い、1862年には助手であり親友でもあったカール・フォイトとの共同研究で、ヒトが入ることの可能な大型熱量計を開発してヒトの生理的熱量の測定法を確立し、呼吸と代謝に関する実験で成果を上げた。
またペッテンコーファーは医学、薬学、化学など多岐の分野に精通していただけではなく、実験科学の考えに根ざした実証的な検証と、複数分野を有機的に結びつけた科学的世界観を有していた当代屈指の研究者であった。その業績は医化学にとどまらずに多岐に亘り、そのいずれもが科学、行政、産業、美術に多大な影響と貢献を果たした。
セメントの改良
当時のドイツのセメントは質が悪くて建築用途には利用できず、イギリスから輸入したものを用いていた。1849年、この件について相談を受けたペッテンコーファーはセメントの製法を検討してイギリス産の高級品と同等の品質に改良した。
色ガラス複製品の開発
美術品に用いられていた古代ガラス（アヴェンチュリンやヘマチンなど）のイミテーションを作るために必要な色素を開発した。この業績によって、芸術を愛したことでも知られるルートヴィヒ1世に認められたといわれる。
廃材から可燃性ガスを生産する方法の開発
当時灯火用に使用されていたガス灯は、石炭から作り出した可燃性ガスを燃料としていたが、ドイツ南部の森林地帯は石炭の産地に遠く、その十分な供給を賄うことができなかった。1851年、この件について相談を受けたペッテンコーファーはこの地域に豊富な木材および廃材を一度炭化して木炭を作り、それから可燃性ガスを産生するという方法を開発した。この木炭ガスを用いたガス灯はドイツ南部やオーストリア、ハンガリーの各都市に波及し、やがてドイツの全鉄道駅に取り付けられた。
電線の亜鉛メッキの技術提供
当時、バイエルン鉄道では電線に亜鉛メッキした鉄線を利用していたが、ペッテンコーファーは担当者からの助言要請に応じて、鉄線を酸素や雨などによるダメージから守るためには、どのくらいの厚さの亜鉛メッキが必要なのかについて明らかにし、化学知識がない人にもできる厚みの検査方法と、厚みを調整する可能な製造方法を回答した。
油絵表面に生じた灰色サビの原因解明と対策
1861年、美術品として蒐集された油絵の表面が、灰色のサビ状のものに覆われるという原因不明の現象がヨーロッパ各地で発生した。この件について相談を受けたペッテンコーファーは、この現象が油絵に含まれている亜麻仁油が湿気に晒されて微小な水滴が内部に生じたためであることを解明し、含水アルコールによる除去法と、灰色サビが生じにくくなるような画材の開発に貢献した。このペッテンコーファーによる発見は美術館における湿度コントロールの重要性を広く知らせるものとなった。
これらの研究はバイエルン王国やミュンヘン市民の要請に応じてなされたものが多く、事前に他の専門家に相談したものの解決できなかった問題が多かった。しかし、ペッテンコーファーは直接の専門分野でない難問でも見事に解決した。なお、これらの研究は今日であればそれぞれ特許を取得して大きな利益が得られるほどのものであったが、ペッテンコーファーがこれらの研究成果を独占して直接の利益を得ることはなく、あくまで国家と国民のために行ったといわれる。折しもヨーロッパでは国家主義の風潮が強まりつつあった中、ペッテンコーファーはこれらの業績によってバイエルン科学界のリーダーとしての地位を獲得していった。やがて間もなく、1871年のドイツ統一によってバイエルン王国がドイツ帝国に統合されると、首都になったベルリンを含むドイツ北部地域とバイエルンなどを含む南部地域は、互いに競争しあうライバルのような存在になり、ややもするとドイツ南部は「野蛮な、田舎者の住む」地域だという揶揄を受けることもあったが、その中においてペッテンコーファーはバイエルンの先進性をアピールする、ミュンヘン市民やバイエルン王国民の誇りと呼べる存在でもあった。

### コレラの複合病因説と衛生学
19世紀の中頃から20世紀にかけて、ヨーロッパは度重なるコレラの大流行（パンデミック）に見舞われていた。コレラの猛威は個人の生命を脅かす医療上の問題だけでなく、経済的、社会的、法的な問題をも引き起こした。今でこそ、コレラの原因がコレラ菌であり、コレラ患者の糞便に混じって排出された細菌が水や食物を汚染して、別のヒトに感染することが判っているが、当時はまだ細菌が病気の原因になりうるということすら知られておらず、病気が起きるメカニズムについては二つの仮説が立てられ、そのどちらが正しいかについて論争が続いていた時代であった。
二つの仮説は、それぞれミアズマ（瘴気）説、コンタギオン（接触性伝染体）説と呼ばれる。ミアズマ説はコンタギオン説より古い学説で、毒によって汚染された沼などから立ち上る「悪い空気」（＝瘴気、ミアズマ）などの汚染物質に触れることでヒトは病気になるという考え方である。一方コンタギオン説は、患者から患者に直接伝染しうる「接触性伝染体」（コンタギオン）が存在し、これと接触することによって病気が発生するという考え方である。しかし当時から既にどちらの学説にも不備があることが指摘されていた。ミアズマ説では流行地に行ってきた人が感染源になって別の土地で流行を引き起こす現象を説明することができなかったし、コンタギオン説では患者と間違いなく密接に接触している医療関係者が必ずしもコレラに罹らない理由が説明できなかった。
このような時代背景の中、ペッテンコーファーがバイエルン王国政府のコレラ対策委員会の一員として研究に着手したのは1849年のことであった。当初、彼は分析化学の手法を用いて患者血液や糞便などの分析を行ったが何の成果も得られず、ついには化学はまだ発展途上であって、コレラの謎を解くことはおろか、その発症に関わる基礎研究としての役割も果たせないのだと結論づけ、「糞尿を化学分析したところで脈をとるほどの成果も得られない、時代遅れの方法だ」という言葉まで残している。
病気を解明するための分析化学に見切りを付けたペッテンコーファーは、疫学にその解答を求めた、大規模なデータに基づいて、彼はコレラの病原体が腸管内部に存在しており、ヒトの糞便を用いて広まるという仮説を打ち立てた。ただし彼が考えたこのコレラ病原体はそれ自身が単独でヒトに接触しても発病させることはなく、土壌に存在している何らかの腐りかかった物質と混ざり合うことで、コレラ直接の原因になる環境汚染物質を作り出すというものであった。この病原体に対する学説はミアズマ説に近いものの、旧来のものとは異なりコンタギオンの存在を認めた上で環境汚染こそが病気の主因になるとする新しい第三の学説であり、「複合病因説」と呼ばれた。
この説に基づいて、ペッテンコーファーはコレラの流行を防ぐためには土壌から腐敗性の物質を除くことが重要であると考えた。特に生活排水や産業廃水が土壌に混じることを避けるために上下水道を整備することの重要性を政府と市民に強く訴え続けた。中でも1873年にミュンヘン市民に向けて行った講演では、イギリスの上下水道整備による死亡率改善の結果から綿密な計算を行い、ミュンヘンでは年間35万フローリンもの節約につながることを示した。このことは市民の健康維持、すなわち公衆衛生が行政にとって莫大な価値があることを具体的に示した初めての例だといわれている。これらの意見を受ける形でミュンヘンを中心に上下水道の普及が行われ、結果的に（患者から排泄されたコレラ菌が処理されることで）コレラの流行拡大にも歯止めがかけられた。また同時に、当時のヨーロッパで流行していた腸チフスによる死者も減少した。
これら一連の活動によって、衛生学は医学上で重要な学問として認識されるようになり、1875年以降、ミュンヘン大学をはじめとするドイツの大学の医学部では衛生学の講義が行われるようになった。そしてペッテンコーファー自身は近代的な公衆衛生の第一人者として、1876年(*)にはドイツ初となる衛生学講座をミュンヘン大学に創立し、その初代教授に就任した（*講座としての正式な設立は1879年だが、ペッテンコーファー自身は準備期間等を含めて1876年を創立年だと考えていた）。
衛生学に関する代表的書物をいくつも著し、また1883年には衛生学分野の科学論文雑誌「Archiv für Hygiene」(Archive for Hygiene) を創刊した。この科学雑誌は衛生学研究の中心的な役割を担うものになり、多くの医化学研究論文が投稿、掲載された、この科学雑誌は後にInternational Journal of Hygiene and Environmental Healthと名前を変え、2005年現在に至るまで継続している。
これらの業績によって、衛生学は当時のヨーロッパで医学分野の花形として中心的な役割を果たすものと考えられるようになり、ペッテンコーファーもまたドイツだけでなくヨーロッパにおける医学衛生学の権威としての地位を確立した。

### 細菌学者らとの論争とハンブルク事件
1876年にロベルト・コッホは炭疽菌を発見し、これが動物の炭疽の原因であることを証明した。さらに1882年に結核菌を発見したことによって、ヒトにおいても細菌こそが病気の原因であり、それがいわゆるコンタギオンとして伝染しているという「細菌＝病原体説」が提唱され、細菌学が一気に医学分野の最先端として隆盛を迎えた。しかし病気の原因が環境汚染にこそあると考え、公衆衛生の重要性を第一に考えていたペッテンコーファーは、この説に異論を唱え、しばしば細菌学研究者と論争を起こした。例えば、1888年にはパリの灌漑農場拡張事業の是非を巡って、病原細菌が灌漑地に蓄積される危険性を指摘し反対の立場をとったルイ・パスツールに対して、「細菌学者の机上の理論でしかない」と反論し、灌漑賛成の立場をとった。
ペッテンコーファーが行った論争のうち、最も有名なものはコレラに関するものである。ペッテンコーファー自身は、上述したように、コレラ発生の原因として複合病因説を提唱して、自他ともに認めるコレラ研究の第一人者になっていたが、1883年にコッホがコレラ患者からコレラ菌を分離し、本菌こそがコレラの病原因子であると主張したことで、ヨーロッパ医学界を二分する大きな論争に発展した。
また、ペッテンコーファーは、衛生学の第一人者として細菌学者らと論争しただけでなく、同じ衛生学の分野でも論争を起こしていた。イギリスでのコレラ流行時に初めて疫学調査を行ったスノーとは、公衆衛生の実践方法として、上水道に対する見解の違いで対立した。疫学調査から水源（井戸）の重要性に注目して上水道の整備を重要視したスノーに対し、ペッテンコーファーは、上水道の重要性について認識していなかったわけではなかったが、むしろ下水道の整備こそが重要であるとの考えを曲げなかった。イギリスの一開業医に過ぎなかったスノーと、すでにドイツ医化学界の重鎮であったペッテンコーファーという、立場の大きく異なる両者の論争だったが、これもヨーロッパを二分する衛生学上の大きな論争になった。
この後者の論争については、1892年8月に起きたドイツハンブルクでのコレラ流行のときに終結を迎えた。当時、ハンブルクとその近郊のアルトナという二つの都市は、人口規模も同程度で、同様の下水処理施設を保有し、同じエルベ川の水を水源としていた。しかし、この2つの都市では上水処理方法にのみ違いが見られた。ハンブルクではペッテンコーファーの説に従い、短時間沈澱処理という簡便な上水処理だけを行っていたのに対し、アルトナでは緩速砂ろ過処理という、より厳密な上水処理が行われていたのである。そして1892年のコレラ流行では、ハンブルクで8500名のコレラ患者が出たのに対し、アルトナではわずかな患者が出るにとどまった。この結果は、コレラの予防における上水処理の重要性を如実に示したものであり、ペッテンコーファーは論争に敗れたことを認めざるを得なかった。

### コレラ菌自飲実験とその晩年
スノーら上水道論者との論争に敗れたペッテンコーファーは、同1892年10月に、もう一つの論争に決着をつけるべく行動を起こした。すでに、その後の細菌学の発展に伴いさまざまな病原細菌が発見されることで、コッホとの論争でも次第に劣勢になっていたペッテンコーファーは、自らコレラ菌を飲んでも発症しないという証拠を示すことで、コッホの提唱したコレラ菌病因論を否定して自説の正しさを実証しようと試みた。
コレラ菌自飲実験は、「近代実験医学の父」とも呼ばれたペッテンコーファーらしい、綿密な実験計画に基づいて行われたものであった。実験の公正を期すために、コレラ菌は予めコッホが培養し送付したものが用いられ、発症に十分だと考えられていたよりも遥かに多く、10億個以上（軍の一個支隊を壊滅させることができると言われる）の生きた菌が存在していることを確認した上で用いられた。さらに実験に先立って重曹液を服用して胃酸を中和し、胃の殺菌作用による影響を除外するという点まで配慮された。実験は10月7日から行われ、翌日にはペッテンコーファーには何の異常も現れなかった。10月9日午後から下痢の症状が現れ、13日まで水様の便が続いた後、15日になって正常に戻った。しばしば誤解されることであるが、コレラとはあくまで激しい下痢だけではなく脱水症状を伴う疾患であり、ペッテンコーファーはコレラ菌によって激しい下痢を起こしたもののコレラは発症しなかったのである。さらに実験期間中の糞便は細菌学的な検査に回され、その中からコレラ菌が分離されることも確認された。この結果は、コッホが提唱したコレラ菌＝病原説の欠陥を指摘するものとなり、ペッテンコーファーはコッホのいうコレラ菌とは、コレラとは無関係な、あるいはせいぜいコレラに伴う下痢の原因にはなるものの脱水症状には無関係なものであるとして、自説への確信を一層強めた。
しかし同時代の他の研究者によって自飲実験が追試されると、事態は当初ペッテンコーファーやコッホらが考えていたものよりも複雑であることが判明した。例えば、ペッテンコーファーの弟子であり、同様に自飲実験を志願して行ったルドルフ・エメリッヒは、コレラによる脱水症状で危篤状態に陥り、その後一命だけは取り留めた。また、20世紀初頭にイリヤ・メチニコフが行った自飲実験ではペッテンコーファー同様、下痢のみでコレラは発症しなかった。このように、同様の実験においてもその結果がまちまちであり、コレラ病因論は対立する二説の間で明確な結論が出ないまま、再び紛糾することとなった。
自飲実験が終わった後もしばらくは、依然ヨーロッパ医化学界の権威として活動したペッテンコーファーであったが、まもなく高齢ゆえに表舞台に姿を現さなくなった。そしてうつ病を発症し、1901年2月10日、ミュンヘンの自宅でピストル自殺を遂げた。遺体はミュンヘン南墓地に埋葬された。

## 評価
ドイツ、特にミュンヘンなどの南部地方で活躍し、下水道の普及の大きな原動力になったことから、ドイツでは非常によく知られ尊敬を集めている人物の一人である。また本来の専門とは異なる科学分野の多岐にわたる活躍も高く評価されている。しかし晩年に大きな論争で敗れたことも影響して、ヨーロッパ圏以外での知名度はあまり高くない。
コレラ菌を巡るスノーやコッホとの論争においては、当時すでに医化学界の重鎮であったペッテンコーファーを権威主義者と位置づけ、これに対する市井の一開業医（スノー）や、新進気鋭の若手研究者（コッホ）という対立の構図で、いわば「敵役」として描かれることも多い。
コレラ菌の自飲実験については、医学倫理上の是非を巡って、研究者自身の生命に危険を伴う実験が許容されるかどうかという論争が実験直後から巻き起こった。いかに確信があるとはいえ致死量を超えるとされる量のコレラ菌を飲んだペッテンコーファーの行為は、現代でも、しばしば向こう見ずな愚行として批判に晒されている。しかしペッテンコーファーの行動は、ベルナールが「実験医学序説」に著わした指針、すなわち「たとえ科学の発展や大多数の人の幸福につながるものであっても、被験者にとって害にしかならない実験をしてはならない。この原則の例外は自己実験のみである」とする、人体実験の禁止という19世紀の当時の実験医学倫理に忠実なものだったという評価もある。例えば、これに対してイリヤ・メチニコフは梅毒に対するカロメル（甘汞、塩化水銀I）軟膏の治療効果を確認するために、メチニコフ自身ではなく志願した学生に梅毒を感染させる実験を行い、非難の対象となったことがある。
なぜペッテンコーファーがコレラ菌を飲んでも発症しなかったのかという正確な理由は不明である。たまたまペッテンコーファーが飲んだコレラ菌が、実験室での培養を繰り返すうちに弱毒化していたのではないかという説や、あるいはペッテンコーファーが病気にかからないという信念を持っていたことによるプラセボ効果ではないかという説まで、さまざまな説があるが、一般には、何らかの理由によってペッテンコーファーがコレラ菌に対して抵抗性を持っており、発症したエメリッヒはその抵抗性が弱かったためだという、宿主側の抵抗性によって説明されることが多い。ペッテンコーファーは若い頃に一度、コレラに罹患したことがあったため免疫を獲得していたのではないかということや、また血液型がO型の人間はコレラ菌に対する抵抗性が弱いということが後に明らかになり、このことが一連の実験結果に影響していたのではないかということも指摘されている。いずれにせよ、それまでのコッホの細菌病原論においては、病原体である細菌の特性のみが注目されていたが、実際の病気の発症には、病原体側だけでなく宿主側の要因も大きく関与していることが、その後の研究から明らかになった。そのため、コッホが最初に提唱したコッホの原則が絶対的な原則ではないことが明らかになり、それが日和見感染症などの発症メカニズムの解明にもつながった。

## 日本との関わり
ペッテンコーファーは、ドイツ国外からの留学生も多く受け入れた。その中には後に東京大学衛生学講座の初代教授になった緒方正規や森林太郎（森鷗外）らも含まれた。彼らは帰国後、日本の医学界に衛生学の考えをもたらし、公衆衛生的な観点から上下水道整備の重要性を説いた。初代衛生局長として、日本の公衆衛生の発展に寄与した長与専斎も、ペッテンコーファーがその整備に関与した、ヨーロッパの上下水道整備を視察している。
森鴎外はドイツ留学直後の1885年にペッテンコーファーに師事し、後に北里柴三郎の勧めで、ペッテンコーファーと対立していたコッホにも師事したが、「ペッテンコーファーは環境と下水道を、コッホは病原細菌と上水道を、それぞれに重視し、もう片方を軽視する傾向がある」と評しながら、自分自身はペッテンコーファーよりの衛生学的な立場を選んだといわれている。鴎外はペッテンコーファーを敬愛しており、初孫の名前である真樟（まくす）は、ペッテンコーファーの名前から名付けたといわれる。さらに鴎外が陸軍軍医時代に脚気の病原菌説に固執し、陸軍兵卒に多くの被害者を出した遠因を、彼の師であるペッテンコーファーが細菌学に敗れたことへの反省に結びつけて考える者もいる。
しかしペッテンコーファーの死後、ヨーロッパにおける細菌学のさらなる隆盛と、日本にそれを持ち帰った北里ら北里大学のグループの世界的活躍によって、日本では衛生学および下水道の整備が軽視される方向に向かったともいわれており、これが日本での下水道普及率の低さの遠因とする考えも存在している。